# 萨吉·卡尔尼
萨吉·卡尔尼（罗马化：Sagi Karni；1967年7月28日－）是一位以色列外交官，曾於2019年至2023年間擔任以色列駐新加坡大使。他亦於2008年至2010年期間出任以色列駐安哥拉大使，並兼任駐莫三比克及聖多美和普林西比的非常駐大使。卡尔尼歷任多項外交職務，包括2013年至2017年擔任以色列駐香港及澳門總領事、2005年至2008年擔任以色列駐歐盟代表團政治事務與新聞參贊、2000年至2001年擔任駐挪威大使館副館長，以及1998年至2000年擔任以色列驻华大使馆二等秘書。
他畢業於耶路撒冷希伯來大學，獲得生物學與哲學雙學士學位，並於特拉維夫大學取得公共政策碩士學位。此外，他亦在中華民國臺北取得華語文學習文憑。